# Lars Thorén
Lars Olof Thorén, född 18 november 1921 i Göteborg, död 24 september 2007 i Uppsala, var en svensk läkare och professor i kirurgi. 

## Biografi
Lars Thorén föddes i Göteborg år 1921 som det äldsta av fyra syskon. Föräldrar var agronomen Lars Thorén och barnmorskan Anna Juliana Törn. Han tog studenten 1940 i Göteborg på Högre latinläroverket. Sina medicinstudier gjorde han vid Uppsala universitet, där han blev medicine licentiat år 1949. Redan innan dess hade han samlat på sig operationserfarenhet genom bl.a. vikariat vid Sundsvalls sjukhus. Sin specialistutbildning i kirurgi fullgjorde han vid Centrallasarettet i Örebro och vid Akademiska sjukhuset i Uppsala. År 1958 disputerade han på en avhandling om bukhinneinflammation. Avhandlingen ledde till en docentur. Thorén verkade några år som biträdande överläkare i Uppsala, varefter han år 1964 utnämndes till klinikchef vid kirurgiska kliniken i Örebro. Redan året därpå, 1965, utnämndes han till professor i kirurgi vid Uppsala universitet och samtidigt överläkare vid Akademiska sjukhuset i Uppsala. Han pensionerades år 1987.
Thorén intresserade sig särskilt för effekten av andningsgymnastik i samband med operation, chock- och vätskebalansstudier samt undersökningar om sjukdom i bisköldkörtlarna.
Lars Thorén var även verksam som ordförande för Svenska Läkaresällskapet och Svensk kirurgisk förening. Han intresserade sig även för medicinhistoria, och var en av initiativtagarna till Medicinhistoriska föreningen och Medicinhistoriska museet i Uppsala.
Lars Thorén gifte sig med barnläkaren Ingrid Richter år 1946. De fick fyra barn, Birgitta, Gunnar, Karin och Gunilla. Han bodde i Uppsala fram till sin död år 2007.